# Arrondissement Saint-Gaudens
Saint-Gaudens is een arrondissement van het Franse departement Haute-Garonne in de regio Occitanie. De onderprefectuur is Saint-Gaudens.

## Kantons
Het arrondissement was tot 2014 samengesteld uit de volgende kantons:
- Kanton Aspet
- Kanton Aurignac
- Kanton Bagnères-de-Luchon
- Kanton Barbazan
- Kanton Boulogne-sur-Gesse
- Kanton L'Isle-en-Dodon
- Kanton Montréjeau
- Kanton Saint-Béat
- Kanton Saint-Gaudens
- Kanton Saint-Martory
- Kanton Salies-du-Salat

Na de herindeling van de kantons door het decreet van 13 februari 2014, met uitwerking op 22 maart 2015, omvat het volgende kantons:
- Kanton Bagnères-de-Luchon
- Kanton Cazères ( deel:43/91 )
- Kanton Saint-Gaudens